# Holothuria atra
Holothurie à ocelles noires
Espèce
Statut de conservation UICN

 LC  : Préoccupation mineure
L’Holothurie à ocelles noires ou Concombre de mer noir (Holothuria (Halodeima) atra) est une espèce de concombres de mer de la famille des Holothuriidae.

## Description
C'est une holothurie d'aspect caractéristique, avec un corps allongé en cylindre (parfois légèrement aplati sur la face ventrale), arrondi aux deux extrémités et légèrement effilé vers l'arrière. Cette holothurie peut mesurer jusqu'à 45 cm de long pour 10 cm de diamètre et peser 400 g, cependant la taille la plus communément rencontrée se situe autour de 20 cm.  Elle est de couleur noire (parfois légèrement rougeâtre). Les individus vivant par très petits fonds paraissent gris du fait de leur recouvrement par des particules de sable, la couleur du tégument n’étant visible que dans deux rangées de lacunes ménagées dans cette couverture. Les gros spécimens vivant plus profond ont moins tendance à se couvrir de sable. Le tégument est fin et lisse, et souvent couvert d'un film de mucus protecteur rougeâtre, qui peut marquer les doigts quand on la manipule. La face ventrale est densément couverte de podia terminés par une ventouse claire. Vingt tentacules buccaux rayonnent autour de la bouche. Cette espèce ne possède pas l’organe permettant l’émission de tubes de Cuvier.

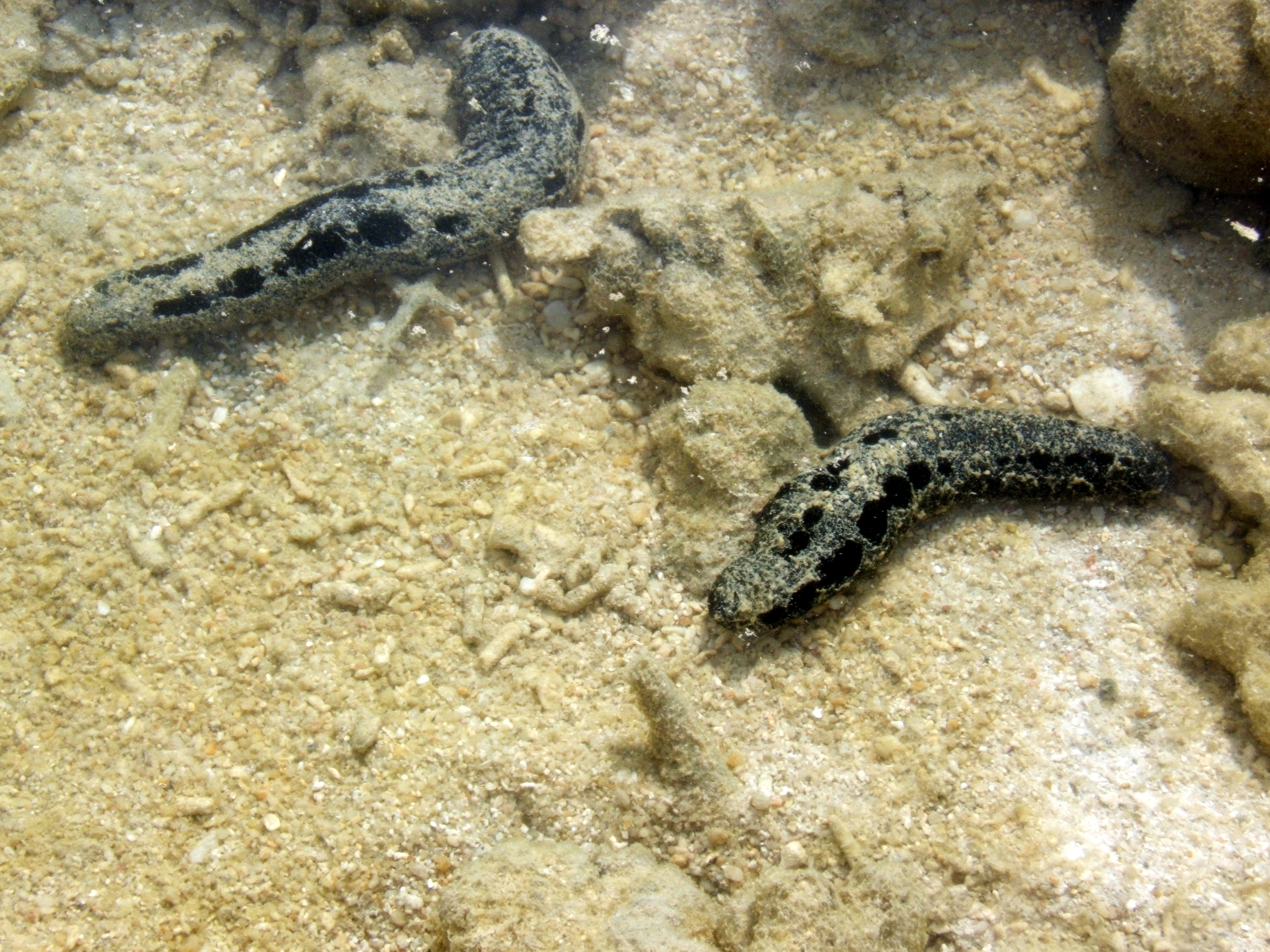
En Malaisie
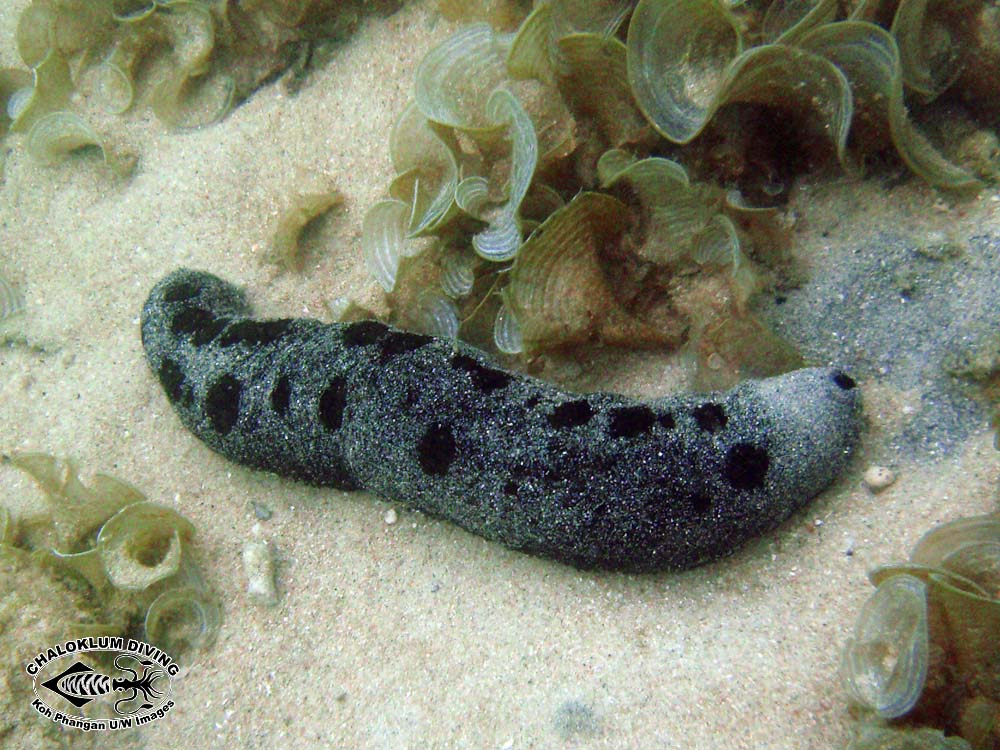
En Thaïlande
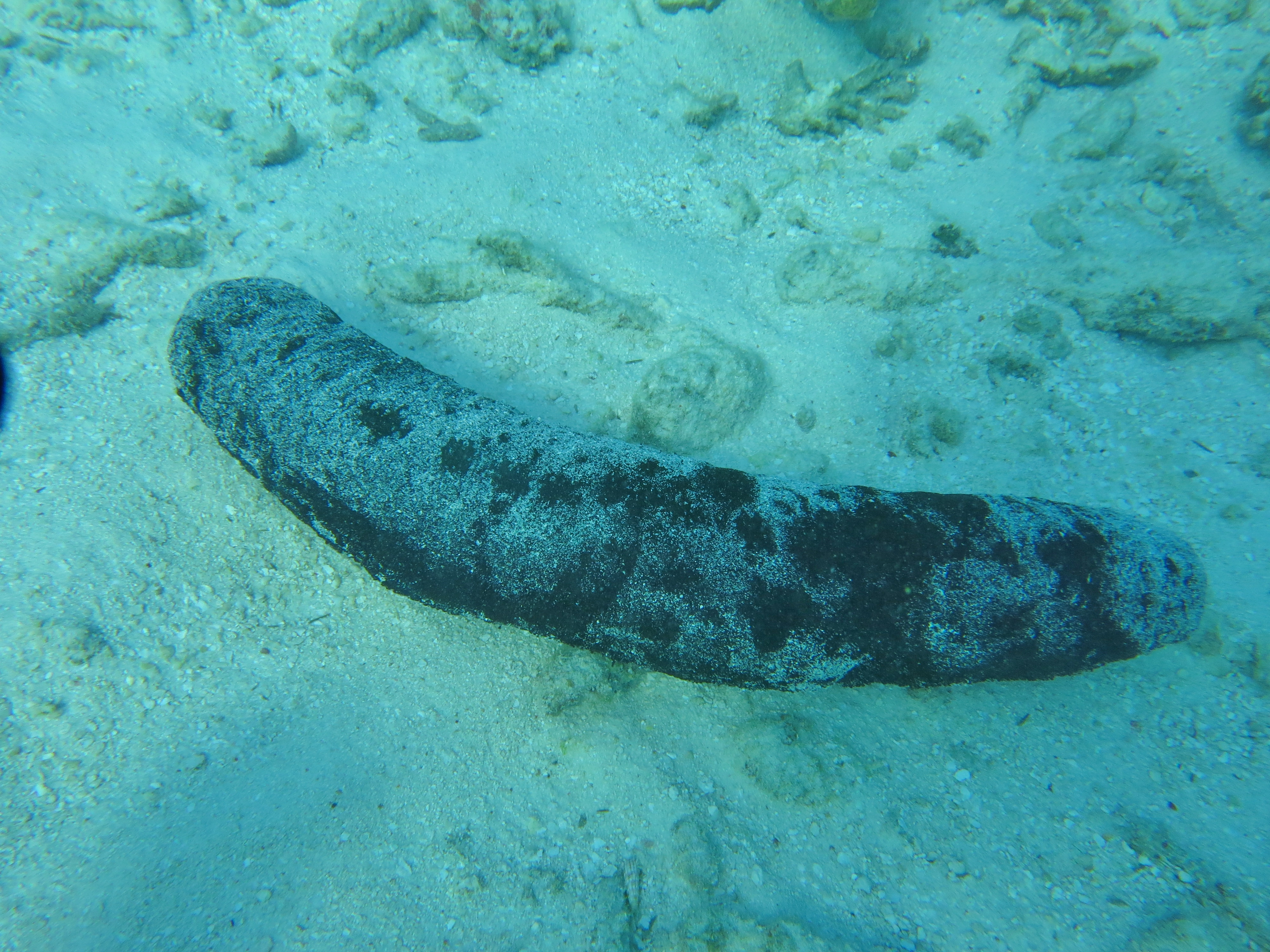
Aux Maldives.

Dans son aire de répartition, on peut confondre cette espèce avec Holothuria leucospilota (plus fine, rétractile, aux tentacules buccaux allongés et facilement visibles, hérissée de papilles assez longues, se couvrant moins de sable, et équipée de tubes de Cuvier), avec Holothuria coluber (grise, plus allongée, avec des tentacules jaune pâle) ou certaines Actinopyga (plus massives et plus courtes, pourvues de dents anales).

## Habitat et répartition
Cette espèce est très largement répartie dans le bassin Indo-Pacifique tropical ainsi qu'en mer Rouge : de l’Égypte à Panama, c'est une holothurie à l'aire de répartition très vaste, et l'une des plus communes de l'indo-pacifique tropical. 
Espèce benthique, on la trouve posée sur le fond, principalement dans les lagons calmes, sur fonds sableux peu profonds (entre 1 et 30 m de profondeur).

## Écologie et comportement

### Alimentation
Comme de nombreuses holothuries de son ordre, cette espèce se nourrit en ingérant le substrat sableux, qu'elle trie grossièrement et porte à sa bouche à l'aide de ses tentacules buccaux ; les particules organiques qu’il contient sont ensuite digérées, et des pelotes de sable propre sont évacuées pas l’anus.
La population de cette holothurie est très importante, et son aire de répartition extrêmement vaste : elle participe ainsi très activement au processus de recyclage du sédiment.

### Reproduction
La reproduction est sexuée, et la fécondation a lieu en été, après émission synchronisée des gamètes mâles et femelles en pleine eau (les holothuries adoptent alors une position érigée caractéristique). La larve évolue parmi le plancton pendant quelques semaines avant de se fixer pour entamer sa métamorphose.
La reproduction asexuée (par scissiparité) est documentée dans cette espèce, elle a lieu plutôt en saison froide.

## Relations à l'homme
Cette espèce est comestible, et consommée ponctuellement dans certains pays insulaires, mais l'essentiel de la récolte part vers l'Asie du Sud-Est, où elle est très consommée comme trepang de second choix ; sa valeur commerciale est relativement faible.
Comme cette espèce est largement répandue et d'un intérêt commercial limité, elle n'est pas considérée comme une espèce en danger par l'UICN.
Quand on la frotte, cette holothurie émet un mucus rouge légèrement toxique (mais sans danger pour l'Homme s'il n'est pas ingéré).